# Weiden bei Rechnitz
Weiden bei Rechnitz è un comune austriaco di 811 abitanti nel distretto di Oberwart, in Burgenland. Abitato anche da croati del Burgenland, è un comune bilingue; il suo nome in croato è Bandol. Nel 1971 ha inglobato i comuni soppressi di Allersdorf im Burgenland, Mönchmeierhof, Podgoria, Podler, Rauhriegel-Allersgraben, Rumpersdorf e Zuberbach.